# 蔡和平
蔡和平（英語：Robert Chua Wah Peng，1946年5月20日—），出生於新加坡的男性電視製作人及商人，是在澳大利亞阿得雷德攻讀電視行業課程的香港居民。他在澳大利亞、新加坡、香港及中國等地發展電視行業已達四十五年有多。同時亦是遊戲節目《今天誰會贏》的設計及創作者。藝人宣萱為其表侄女。

## 背景
蔡和平出生於新加坡，祖籍廣東潮州，父母均為第二代華裔移民。他自童年時代就喜歡觀看歌唱類影視節目，曾在新加坡的聖安德烈小學（St Andrew's Junior School，1954年至1959年）及英華自主中學（Anglo-Chinese School，1960年至1961年）唸書，1962年至1963年到南澳州阿德萊德 King's College 上了一年與電視無關的課程，並於1963年至1964年在當地ADS電視台第七台工作兩年，由低做起而積累了一些製作電視節目的實踐經驗，擔任過監製及導演崗位。1965年回歸新加坡便加入當地 Top Talents Limited，任職監製至1966年離開，同年至1967年加入新加坡電視台（Television Singpapora）任助理監製。適逢電視廣播有限公司剛於1967年開台，蔡和平受聘為高級節目執行監製，成為當時開台時最年輕的編導，製作了家傳戶曉之現場綜合長壽節目《歡樂今宵》等節目。
後來於1968年至1973年間，蔡和平升為製作部經理，1973年轉任總經理特別助理。由1974年起，他自立門戶，成立自家製作公司。及至1995年3月11日於香港成立華娛衛視（當時名稱為『華僑娱樂電視廣播有限公司』），開台初期以盧海鵬、沈殿霞等前《歡樂今宵》藝員為台柱，亦以他製作《歡樂今宵》之經驗帶到該台。但該台經營多年財政出現困難，2002年轉賣予時代華納，2003年7月再被收購成為TOM集團的全資子公司，華娛衛視在2016年12月31日後因「持續在艱難的監管環境下營運，廣告市場衰退妨礙了表現」而終止廣播。
2004年9月，蔡和平於香港有線電視租用頻道，設立「香港互動電視」（The Interactive Channel TV，簡稱TICTV，此頻道與曾由香港電訊經營的「互動電視 iTV」並無任何關係) 。其後，此台先後易名為「歡樂健康台」及「健康生活台」。到了2011年12月，健康生活台停播後，他將原有的辦公室改為廚藝學習中心，命名為「有營廚藝」；2015年再次為無綫電視製作真人秀節目《難得有心人》，現時也是擁有兩間米芝蓮一星香港法國麵包店「A La Bakery」的老闆，主力協助其他米芝蓮餐廳到海外擴充業務。

## 個人生活
蔡和平在1974年1月於香港與任平平結婚。
他是女藝人宣萱的表姨丈，在蔡和平結婚當日擔任其花女。

## 外部連結
- 蔡和平的Facebook專頁
- 蔡和平的Instagram帳戶